# Diagramma di Dynkin

Diagrammi di Dynkin finiti

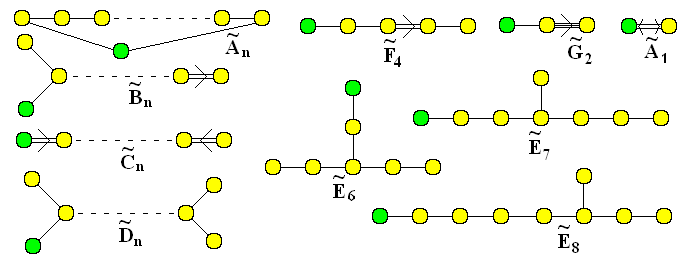
Diagrammi di Dynkin affini (estesi)

In matematica, in particolare in teoria di Lie, un diagramma di Dynkin, dal nome di Eugene Dynkin, è un tipo di grafo con alcuni archi doppi o tripli (disegnati come una linea doppia o tripla). I diagrammi di Dynkin sorgono nella classificazione delle algebre di Lie semisemplici su campi algebricamente chiusi, nella classificazione dei gruppi di Weyl e altri gruppi di riflessione finiti, e in altri contesti. Varie proprietà del diagramma di Dynkin (come il fatto che contenga o meno archi multipli, o le sue simmetrie) corrispondono a importanti caratteristiche dell'algebra di Lie associata.
Il termine "diagramma di Dynkin" può essere ambiguo. In alcuni casi, si assume che i diagrammi di Dynkin siano diretti (o orientati), nel qual caso corrispondono ai sistemi di radici e alle algebre di Lie semisemplici, mentre in altri casi si assume che siano indiretti (non orientati), nel qual caso corrispondono ai gruppi di Weyl. In questo articolo, "diagramma di Dynkin" significa diagramma di Dynkin diretto, e i diagrammi di Dynkin non diretti saranno esplicitamente chiamati così.

## Costruzione dai sistemi di radici

Il sistema di radici

Si consideri un sistema di radici "cristallografico". In molte applicazioni, questo sistema di radici nasce da un'algebra di Lie semisemplice. Sia {\displaystyle \Delta } l'insieme delle radici positive semplici. Un diagramma di Dynkin viene costruito da {\displaystyle \Delta } come segue. Si forma un grafo con un vertice per ciascuno degli elementi di {\displaystyle \Delta }. Si inseriscono linee tra ogni coppia di vertici secondo il seguente criterio. Se le radici corrispondenti ai due vertici sono ortogonali, allora non ci sono linee. Se l'angolo tra le due è 120, si mette una linea tra i vertici. Se l'angolo è 135 gradi, due linee e se è 150, ne mettiamo tre. (Questi quattro casi esauriscono tutti i possibili angoli tra coppie di radici semplici.) Infine, se ci sono linee tra una certa coppia di vertici, vengono decorate con una freccia che punta verso il vertiche che corrisponde alla radice più lunga (la freccia è omessa se le radici hanno la stessa lunghezza). I diagrammi di Dynkin portano a una classificazione dei sistemi di radici. Gli angoli e i rapporti tra le lunghezze sono quantità correlate. Pertanto, le linee tra due radici non ortogonali, possono essere descritte da una linea per rapporto di lunghezza 1, due linee per rapporto di {\displaystyle {\sqrt {2}}}, e tre linee per rapporto di {\displaystyle {\sqrt {3}}}.
Nel sistema di radici {\displaystyle A_{2}} (in figura), le radici etichettate con {\displaystyle \alpha } e {\displaystyle \beta } formano una base. Siccome queste radici sono a un angolo di 120 gradi (rapporto tra le lunghezze di 1), il diagramma di Dynkin consiste di due nodi connessi da una linea singola.

## Isomorfismi

Gli isomorfismi dei diagrammi di Dynkin connessi

Convenzionalmente i diagrammi di Dynkin vengono numerati così che la lista non abbia ridondanze: {\displaystyle n\geq 1} per {\displaystyle A_{n},} {\displaystyle n\geq 2} per {\displaystyle B_{n},} {\displaystyle n\geq 3} per {\displaystyle C_{n},} {\displaystyle n\geq 4} per {\displaystyle D_{n},} e {\displaystyle E_{n}} a partire da {\displaystyle n=6.} Le famiglie possono tuttavia essere definite anche per n minori, ottenendo così isomorfismi tra diagrammi e i corrispondenti isomorfismi tra algebre di Lie e i gruppi di Lie associati.
Banalmente, si potrebbe far cominciare le famiglie a {\displaystyle n=0} o {\displaystyle n=1,} che diventano quindi tutti isomorfi siccome c'è un unico diagramma vuoto e un unico diagramma con un nodo. Gli altri isomorfismi tra i diagrammi connessi sono:
- {\displaystyle A_{1}\cong B_{1}\cong C_{1}}
- {\displaystyle B_{2}\cong C_{2}}
- {\displaystyle D_{2}\cong A_{1}\times A_{1}}
- {\displaystyle D_{3}\cong A_{3}}
- {\displaystyle E_{3}\cong A_{1}\times A_{2}}
- {\displaystyle E_{4}\cong A_{4}}
- {\displaystyle E_{5}\cong D_{5}}

Questi isomorfismi corrispondono a isomorfismi di algebre di Lie semplici e semisemplici, che corrispondono anche a certi isomorfismi tra i gruppi di Lie. Forniscono anche un contesto per la famiglia dei diagrammi {\displaystyle E_{n}}.